# Love Letters (chanson)
Pour les articles homonymes, voir Love Letter.
Singles de Ketty Lester
Queen for a Day
(1962) But Not for Me
(1962)
Love Letters est une chanson composée par Victor Young avec des paroles de Edward Heyman. Elle est originellement parue en version instrumentale[citation nécessaire] dans le film Love Letters, sorti en 1945. Elle a été nommée pour l'Oscar de la meilleure chanson originale de 1945, mais a perdu face à It Might as Well Be Spring (musique : Richard Rodgers, paroles : Oscar Hammerstein II) du film musical La Foire aux illusions (anglais : State Fair),. (Voir l'article « 18e cérémonie des Oscars ».)

## Reprises
Cette chanson a été reprise par de nombreux artistes parmi lesquels Dick Haymes (1945), Ketty Lester (1961, numéro 5 du Billboard Hot 100 et numéro 2 du classement R&B de Billboard, numéro 4 au Royaume-Uni), Elvis Presley (1966, numéro 19 du Billboard Hot 100 et numéro 6 au Royaume-Uni), Alison Moyet (1987, numéro 4 au Royaume-Uni) et Sinéad O'Connor  (1992, sur l'album Am I Not Your Girl?).